# 櫛部漸
櫛部漸(くしべ すすむ、1845年2月 - 1887年11月27日)は日本の医師である。
伊予国桑村郡上市邑に生まれ、1856年松山藩医進村家の養子になる。養父から漢方医術を学ぶ。
西洋医術にも関心を持ち、1862年横浜に行き、ジェームス・ハミルトン・バラから英語を学んでキリスト教に接し、ジェームス・カーティス・ヘボンから西洋医術を学ぶ。
1872年3月にバラから洗礼を受ける。1873年キリスト教に改宗した事で養父母から勘当され、櫛部姓に戻る。1874年に上京し、築地居留地に施療所を建設中のヘンリー・フォールズに出会い、協力者になり、1875年築地病院を開院する。
東京基督公会（新栄教会）に転入し、長老になり、伝道にも仕える。1878年4月築地病院を辞任するまで、副院長としてフォールズを助け、西洋医学を学ぶ。築地病院辞任後は京橋区桶町に医院を開業する。
墓所は青山霊園1-イ-1-39。